# Janusz Wysocki
Janusz Wysocki (ur. 10 listopada 1937 we Lwowie, zm. 27 stycznia 2017) – polski grafik, twórca opracowań plastycznych książek i wydawnictw nutowych, malarz, projektant znaczków i kartek pocztowych.

## Życiorys
Urodził się 10 listopada 1937 we Lwowie. W 1963 ukończył krakowską Akademię Sztuk Pięknych, uzyskując dwa dyplomy: Pracowni Miedziorytu oraz Pracowni Plakatu.
Przez kilkadziesiąt lat był związany z Polskim Wydawnictwem Muzycznym. W latach 1975–1993 pełnił funkcję naczelnego grafika tej oficyny. W tym czasie stworzył oryginalną linię graficzną publikacji PWM. Zaprojektował okładki do wielotomowych edycji, m.in. Encyklopedii Muzycznej PWM, Dzieł Mieczysława Karłowicza, cyklu nutowego „Musica Viva”, serii książkowych „Compendium Musicum”, „Instrumenty od A do Z” i „Syntezy”, oraz kilkuset pojedynczych publikacji nutowych, książkowych, śpiewników i podręczników. Jego prace znalazły się w zbiorze Tysiąc polskich okładek, prezentującym najciekawsze polskie okładki książkowe XX w. Zajmował się również malarstwem i rysunkiem. Swoje dzieła wystawiał m.in. w krakowskiej galerii ZPAP „Pryzmat”.
W latach 1976–1989 prowadził ponadto własną pracownię – autorską galerię grafiki w Kramach Dominikańskich w Krakowie.
Zmarł w 2017. Został pochowany na krakowskim Cmentarzu Rakowickim.

## Twórczość

### Opracowanie graficzne książek i wydawnictw nutowych
- Przygody Hucka, aut. Mark Twain, wyd. Iskry, 1973
- Pour orchestre (okładka), aut. Krystyna Moszumańska-Nazar, wyd PWM, 1974
- Biały Kieł, aut. Jack London, wyd. Iskry, 1975
- Encyklopedia muzyczna PWM, wyd. PWM, 1979–2012
- Harmonia (cz. I, II), aut. Kazimierz Sikorski, wyd. PWM, seria „Compendium Musicum”, 1984
- Mieczysław Karłowicz • Dzieła, wyd. PWM
- Pusta szkoła, aut. Bogusława Latawiec, wyd. Iskry, 1987
- Historia muzyki (cz. I, II)  (okładka), aut. Józef Chomiński, Krystyna Wilkowska-Chomińska, wyd. PWM, seria „Compendium Musicum”, 1989
- Dawne tańce i melodie na fortepian  (cz. 1, 2) (okładka), opr. Jan Hoffman, Adam Rieger, wyd. PWM, 1999
- Mgiełka (obwoluta i okładka), aut. Józef Hen, wyd. IV, Iskry, 2000

### Znaczki pocztowe
- Motyle (seria) oraz koperty FDC, 1977
- Wisła w malarstwie (seria) oraz koperty FDC, 1984
- Architektura sakralna (seria) oraz koperty FDC, 1984
- Albert Schweitzer 1875–1965 oraz koperta FDC, 1986
- Tadeusz Kotarbiński 1886–1981 oraz koperta FDC, 1986
- Joachim Lelewel 1786–1861 oraz koperta FDC, 1986
- III wizyta papieża Jana Pawła II w Polsce oraz koperta FDC, 1987
- 40-lecie zjednoczenia PPR i PPS oraz koperta FDC, 1988
- Psy myśliwskie (seria) oraz koperty FDC, 1989
- Światowa Wystawa Filatelistyczna „Philexfrance '89” w Paryżu • 200 rocznica Rewolucji Francuskiej oraz koperta FDC, 1989
- 45 lat Polskiej Rzeczypospolitej Ludowej (seria) oraz koperty FDC, 1989
- 70. rocznica Traktatu Wersalskiego oraz koperta FDC, 1989
- Mistrzostwa Świata w Piłce Nożnej • Italia ’90 oraz koperta FDC, 1990
- Zabytki miast polskich (seria), 1990
- VI Światowy Dzień Młodzieży • Częstochowa 1991 oraz koperta FDC, 1991
- Europejska Konferencja Poczty i Telekomunikacji • CEPT oraz koperta FDC, 1991
- Europa oraz koperta FDC, 1991
- Światowa Wystawa EXPO'92 • Sevilla (seria) oraz koperty FDC, 1992
- Europa oraz koperta FDC, 1992
- Kocham Cię (seria) oraz koperty FDC, 1992
- Rok historii Armii Krajowej oraz koperta FDC, 1992
- 100 lat polskiego ruchu filatelistycznego oraz koperta FDC, 1993
- Kadeci II Rzeczypospolitej Polskiej oraz koperta FDC, 1993
- Sanktuaria Maryjne – Leśna Podlaska oraz koperta FDC, 1993
- Sanktuaria Maryjne – Święta Lipka oraz koperta FDC, 1993
- XV rocznica pontyfikatu papieża Jana Pawła II oraz koperta FDC, 1993
- 75. rocznica niepodległości Polski (seria) oraz koperty FDC, 1993
- Generał Józef Bem • 200. rocznica urodzin oraz koperta FDC, 1994
- Bazylika św. Brygidy • Gdańsk oraz koperta FDC, 1994
- XVII Ogólnopolska Wystawa Filatelistyczna • Warszawa ’95 oraz koperta FDC, 1995
- 75. rocznica III Powstania Śląskiego oraz koperta FDC, 1996
- Zwierzęta pod ochroną • Żubry (seria) oraz koperty FDC, 1996
- Wisława Szymborska • Literacka Nagroda Nobla 1996 oraz koperta FDC, 1996
- 46. Międzynarodowy Kongres Eucharystyczny oraz koperta FDC, 1997
- V Wizyta papieża Jana Pawła II w Polsce oraz koperta FDC, 1997
- 600. rocznica Wydziału Teologicznego Uniwersytetu Jagiellońskiego oraz koperta FDC, 1997
- Dzień Znaczka oraz koperta FDC, 1998
- Boże Narodzenie (seria) oraz koperta FDC, 1998
- 200. rocznica urodzin Adama Mickiewicza (seria) oraz koperty FDC, 1998
- Wielkanoc (seria) oraz koperty FDC, 1999
- Wizerunki Matki Bożej – patronki jeńców-żołnierzy na Wschodzie oraz koperty FDC, 1999
- VI wizyta papieża Jana Pawła II w Polsce (seria) oraz koperty FDC, 1999
- Polonica (seria) oraz koperty FDC, 1999
- Kościół na progu trzeciego millenium oraz koperta FDC, 2000
- Narodowa pielgrzymka do Rzymu (seria) oraz koperta FDC, 2000
- Towarzystwo Salezjańskie w Polsce oraz koperta FDC, 2000
- Igrzyska XXVII Olimpiady • Sydney 2000 (seria) oraz koperty FDC, 2000
- 60. rocznica zbrodni katyńskiej (seria) oraz koperta FDC, 2000
- Zakończenie obchodów Wielkiego Jubileuszu Roku 2000 oraz koperta FDC, 2001
- Skoki narciarskie na Mistrzostwach Świata w Lahti oraz koperta FDC, 2001
- Europa CEPT • Woda, bogactwo naturalne oraz koperta FDC, 2001
- Quo Vadis (seria) oraz koperty FDC, 2001
- Dzień Papieski oraz koperta FDC, 2001
- Boże Narodzenie (seria) oraz koperty FDC, 2001
- Ssaki i ich młode (seria) oraz koperty FDC, 2002
- Narodowy Spis Powszechny oraz koperta FDC, 2002
- Radio Wolna Europa oraz koperta FDC, 2002
- Philakorea 2002 • Amphilex 20002 oraz koperta FDC, 2002
- VII wizyta papieża Jana Pawła II w Polsce (seria) oraz koperty FDC, 2002
- 50-lecie TVP (seria) oraz koperty FDC, 2002
- Internetowa panorama Europy oraz koperta FDC, 2003
- 150. rocznica urodzin Juliana Fałata, (seria) oraz koperty FDC, 2003
- 150. rocznica urodzin Jana Michała Malczewskiego, (seria) oraz koperty FDC, 2004
- Igrzyska XXVIII Olimpiady • Ateny 2004 oraz koperta FDC, 2004
- Światowa Wystawa Filatelistyczna • Sydney 2005 (blok) oraz koperta FDC, 2005
- 200-lecie powstania muzeum w Wilanowie (seria) oraz koperty FDC, 2005
- Wizyta papieża Benedykta XVI w Polsce oraz koperta FDC, 2006
- Rok Stanisława Wyspiańskiego oraz koperta FDC, 2007
- PostEurop Kraków 2008 oraz koperta FDC, 2008
- Igrzyska XXIX Olimpiady • Pekin 2008 oraz koperta FDC, 2008
- Ocaleli z zagłady (seria) oraz koperty FDC, 2009
- 100-lecie Widzewa Łódź oraz koperta FDC, 2010
- Śladami Karola Wojtyły – Wadowice oraz koperta FDC, 2010
- Śladami Karola Wojtyły – Niegowić oraz koperta FDC, 2011
- Śladami Karola Wojtyły – Kraków oraz koperta FDC, 2012
- Wyścig kolarski Tour de Pologne oraz koperta FDC, 2013

## Wyróżnienia
- „Najładniejszy znaczek w 1995 roku” w plebiscycie pisma „Filatelista” – XVII Ogólnopolska Wystawa Filatelistyczna • Warszawa ’95 (nr kat. 3408, blok)[3]
- „Najładniejszy znaczek w 1997 roku” w plebiscycie pisma „Filatelista” – V Wizyta papieża Jana Pawła II w Polsce (nr kat. 3507, blok)[4]